# Herbert Feurer
Herbert Feurer (født 14. januar 1954 i Aspang, Østrig) er en østrigsk tidligere fodboldspiller (målmand).
Feurer spillede på klubplan størstedelen af sin karriere hos hovedstadsklubben Rapid Wien, hvor han var tilknyttet i 13 sæsoner. Han var med til at vinde fire østrigske mesterskaber med klubben, og blev desuden kåret til Årets fodboldspiller i Østrig i både 1980 og 1981.
Feurer spillede desuden syv kampe for det østrigske landshold. Han var en del af det østrigske hold til VM i 1982 i Spanien. Han kom dog ikke på banen i turneringen, hvor holdet blev slået ud efter andet gruppespil.